# مهدی ابراهیمی (کشتی‌گیر)
مهدی ابراهیمی (زادهٔ ۲۹ اردیبهشت ۱۳۷۵ در قم) کشتی‌گیر فرنگی‌کار و عضو تیم ملی مردان ایران می‌باشد.
وی در مسابقات قهرمانی کشتی آسیا ۲۰۲۰ در وزن ۸۲ کیلوگرم، قهرمان آسیا شده‌است.

## فعالیت حرفه‌ای

### اوایل فعالیت
ابراهیمی فعالیت در ورزش کشتی را از سال ۱۳۸۸ در قم آغاز کرد. وی در مسابقات نوجوانان آسیا در سال ۲۰۱۳ توانست به مدال طلا دست پیدا کند. ابراهیمی در مسابقات جوانان آسیا در سال‌های ۲۰۱۵ و ۲۰۱۶ در وزن ۷۴ کیلوگرم قهرمان شد اما در رقابت‌های جهانی ۲۰۱۵ و ۲۰۱۶ در ردهٔ جوانان نتوانست به مدالی دست پیدا کند. ابراهیمی در سال ۱۳۹۴ ابتدا در مسابقات کشتی فرنگی جوانان ایران در وزن ۷۴ کیلوگرم به روی تشک رفت و با اقتدار به مقام قهرمانی دست یافت اما زمانی که موعد برگزاری پیکارهای کشتی فرنگی قهرمانی بزرگسالان کشور رسید در وزن ۸۰ کیلوگرم با حریفان سرشاخ شد و در این رقابت‌ها هم به مقام قهرمانی رسید. وی در رقابت پایانی وزن ۸۰ کیلوگرم این رقابت‌ها برابر میلاد خسروی از تهران با حساب ۱۱ بر دو به برتری رسید و قهرمان شد.

### بازی‌های آسیایی داخل سالن ۲۰۱۷
مهدی ابراهیمی ۲۷ سپتامبر ۲۰۱۷ در مسابقات وزن ۸۰ کیلوگرم بازی‌های داخل سالن آسیا در عشق‌آباد به نشان طلا دست یافت. او با برتری برابر آسخات دلمحمداف از قزاقستان، نوربک خاشیمبیکوف از ازبکستان و اتابک عزیز بیکوف از قرقیزستان به مدال طلای بازی‌ها دست یافت.

### زیر ۲۳ سال جهان ۲۰۱۷
ابراهیمی در ۲۲ نوامبر در مسابقات وزن ۸۰ کیلوگرم رقابت‌های قهرمانی زیر ۲۳ سال جهان شرکت کرد و در مبارزهٔ نخست خود با حساب ۴–۱ برابر برهان آکبوداک از ترکیه شکست خورد. با صعود این کشتی‌گیر ترک به رقابت نهایی، ابراهیمی به مرحلهٔ شانس مجدد راه یافت. وی در این دور نیز به استانیسلاو شافارنکا از بلاروس باخت و از دور رقابت‌ها کنار رفت.

### زیر ۲۳ سال جهان ۲۰۱۸
ابراهیمی در ۱۴ نوامبر ۲۰۱۸ در مسابقات قهرمانی زیر ۲۳ سال جهان که در بخارست برگزار می‌شد حضور یافت و به عنوان سوم دست یافت. او در این مسابقات ابتدا داوید لوسونزی از مجارستان و برهان آکبوداک از ترکیه را مغلوب کرد اما در رقابت سوم با نتیجهٔ ۸–۰ به نیکو اوجوج از رومانی باخت. ابراهیمی سپس با شکست دادن تورگومیان از ارمنستان و احمد حسن احمد، نمایندهٔ مصر به نشان برنز دستهٔ وزنی ۸۲ کیلوگرم دست یافت

### زیر ۲۳ سال آسیا ۲۰۱۹
ابراهیمی در ۲۱ مارس در مسابقات قهرمانی زیر ۲۳ سال آسیا در اولان‌باتور، مغولستان به مدال طلای دستهٔ ۸۲ کیلوگرم دست یافت. وی در این مسابقات دیانبیلگ گان اوچیر از کشور میزبان، سانجیت از هند، ایلگیز بیلیموف از کشور قرقیزستان و کانیشبک دوسجانوف از قزاقستان را شکست داد و بدون از دست دادن امتیازی به عنوان نخست رسید.

### قهرمانی کشتی آسیا ۲۰۲۰
ابراهیمی پس از جام تختی در مسابقات قهرمانی آسیا ۲۰۱۹ در دهلی نو، هند شرکت کرد و به مقام قهرمانی وزن ۸۲ کیلوگرم دست یافت. وی در گروه A این دسته توانست یوگنی پولیوادوف، ساتوکی موکایی و سینگ هارپرت را مغلوب کند و به عنوان نفر نخست گروه به جمع چهار نفر برتر راه پیدا کند. ابراهیمی در رقابت‌های نیمه‌نهایی و نهایی به ترتیب برابر جالگاسبای بردیموراتوف از ازبکستان و جون هیونگ چوی از کره جنوبی به پیروزی رسید.

### قهرمانی کشتی آسیا ۲۰۲۱
در وزن ۸۲ کیلوگرم مسابقات قهرمانی آسیا ۲۰۲۱ که به صورت دوره‌ای برگزار شد، مهدی ابراهیمی در گروه ۲ در کشتی نخست خود مقابل جالگاسبای بردیموراتوف، دارندهٔ مدال برنز جهان از ازبکستان با نتیجهٔ ۶ بر صفر مغلوب شد. وی در مبارزهٔ بعد نیز با حساب ۲ بر یک مقابل کالیدین آسیکیف، نمایندهٔ قرقیزستان شکست خورد و از دور رقابت‌ها کنار رفت.